# Isomerida cinctiventris
Isomerida cinctiventris là một loài bọ cánh cứng trong họ Cerambycidae.